# Steve Ralston
Steve Ralston, né le 14 juin 1974 à Oakville (Missouri), est un footballeur international américain. Il met un terme à sa carrière lors de la saison 2010 de MLS. Il fut entraîneur intérimaire des Earthquakes de San José.

## Biographie

### Carrière en club
Il joue pendant cinq ans dans l'équipe universitaire des Florida International Golden Panthers. En 1996, aux débuts de la MLS, il est drafté en 18e position par les Mutiny de Tampa Bay. Il gagne lors de cette première saison le titre de rookie de l'année. Il reste dans cette franchise durant les six saisons de son existence. Il détient dans ce club, le record de matchs joués (177) et de passes décisives (62) en saison régulière. Il est choisi en 6e position lors de l'Allocation Draft consécutive à la dissolution de sa franchise par les Revolution de la Nouvelle-Angleterre. Il reste au Revolution jusqu'en 2009. Il signe ensuite à l'AC St. Louis, franchise située dans la ville voisine de son enfance en USSF Division 2 Professional League et devient entraîneur adjoint du club. Il est alors le premier joueur à signer dans cette franchise. Il ne joue que deux matchs dans ce club avant de revenir au Revolution, le 6 juin 2010. Lors de son premier match suivant son retour, il se blesse au coude gauche au cours d'un match amical contre Cruzeiro. Il prend alors sa retraite de joueur le 20 juillet.
À sa retraite, il est le joueur de Major League Soccer qui compte le plus d'apparitions (378), de titularisations (372) et de passes décisives (135) en saison régulière.

### Carrière internationale
Il débute en sélection le 17 janvier 1997 contre le Pérou. Sa dernière sélection sera en 2007 lors de la Gold Cup gagnée par les États-Unis.
Il connaîtra en tout 36 sélection et 4 buts sous le maillot américain dont trois participations à la Gold Cup pour deux victoires. À noter, qu'il a effectué 15 sélections lors de la seule année 2005.

### Carrière d'entraîneur
Après avoir été entraîneur-adjoint à l'AC St. Louis, il devient en juillet 2010, entraîneur adjoint au Dynamo de Houston. Coach par intérim des San José Earthquakes, il est remplacé par l'Argentin Matías Almeyda le 9 octobre 2018.

## Statistiques
| Saison                | Club                                 | Championnat           | Championnat | Championnat | Championnat | Coupe(s) nationale(s) | Coupe(s) nationale(s) | Coupe(s) nationale(s) | Compétition(s) continentale(s) | Compétition(s) continentale(s) | Compétition(s) continentale(s) | Compétition(s) continentale(s) | Play-offs | Play-offs | Play-offs | Superliga | Superliga | Superliga | États-Unis | États-Unis | États-Unis | Total | Total | Total |
| Saison                | Club                                 | Division              | M.          | B.          | P.d.        | M.                    | B.                    | P.d.                  | Comp.                          | M.                             | B.                             | P.d.                           | M.        | B.        | P.d.      | M.        | B.        | P.d.      | M.         | B.         | P.d.       | M.    | B.    | P.d.  |
| 1996                  | Mutiny de Tampa Bay                  | MLS                   | 31          | 7           | 2           | 1                     | 0                     | 0                     | -                              | -                              | -                              | -                              | 5         | 1         | 3         | -         | -         | -         | -          | -          | -          | 37    | 8     | 5     |
| 1997                  | Mutiny de Tampa Bay                  | MLS                   | 29          | 5           | 11          | 2                     | 0                     | 1                     | -                              | -                              | -                              | -                              | 1         | 0         | 0         | -         | -         | -         | 4          | 0          | 0          | 36    | 5     | 12    |
| 1998                  | Mutiny de Tampa Bay                  | MLS                   | 30          | 5           | 8           | 2                     | 0                     | 0                     | -                              | -                              | -                              | -                              | -         | -         | -         | -         | -         | -         | -          | -          | -          | 32    | 5     | 8     |
| 1999                  | Mutiny de Tampa Bay                  | MLS                   | 32          | 5           | 18          | 2                     | 0                     | 0                     | -                              | -                              | -                              | -                              | 2         | 0         | 0         | -         | -         | -         | 3          | 0          | 0          | 39    | 5     | 18    |
| 2000                  | Mutiny de Tampa Bay                  | MLS                   | 30          | 5           | 17          | -                     | -                     | -                     | -                              | -                              | -                              | -                              | 2         | 0         | 0         | -         | -         | -         | -          | -          | -          | 32    | 5     | 17    |
| 2001                  | Mutiny de Tampa Bay                  | MLS                   | 25          | 7           | 6           | -                     | -                     | -                     | -                              | -                              | -                              | -                              | -         | -         | -         | -         | -         | -         | -          | -          | -          | 25    | 7     | 6     |
| 2002                  | Revolution de la Nouvelle-Angleterre | MLS                   | 27          | 5           | 19          | -                     | -                     | -                     | -                              | -                              | -                              | -                              | 7         | 1         | 0         | -         | -         | -         | -          | -          | -          | 34    | 6     | 19    |
| 2003                  | Revolution de la Nouvelle-Angleterre | MLS                   | 26          | 4           | 7           | 2                     | 1                     | 0                     | C1                             | 2                              | 0                              | 0                              | 3         | 0         | 0         | -         | -         | -         | 7          | 1          | 0          | 40    | 6     | 7     |
| 2004                  | Revolution de la Nouvelle-Angleterre | MLS                   | 30          | 7           | 8           | -                     | -                     | -                     | -                              | -                              | -                              | -                              | 3         | 1         | 2         | -         | -         | -         | 3          | 0          | 0          | 36    | 8     | 10    |
| 2005                  | Revolution de la Nouvelle-Angleterre | MLS                   | 21          | 1           | 6           | 0                     | 0                     | 0                     | -                              | -                              | -                              | -                              | 4         | 0         | 0         | -         | -         | -         | 15         | 3          | 6          | 40    | 4     | 12    |
| 2006                  | Revolution de la Nouvelle-Angleterre | MLS                   | 30          | 6           | 5           | 2                     | 0                     | 0                     | C1                             | 2                              | 0                              | 0                              | 3         | 0         | 0         | -         | -         | -         | 1          | 0          | 0          | 38    | 6     | 5     |
| 2007                  | Revolution de la Nouvelle-Angleterre | MLS                   | 26          | 4           | 14          | 4                     | 2                     | 1                     | -                              | -                              | -                              | -                              | 4         | 0         | 2         | -         | -         | -         | 3          | 0          | 0          | 37    | 6     | 17    |
| 2008                  | Revolution de la Nouvelle-Angleterre | MLS                   | 21          | 8           | 7           | 0                     | 0                     | 0                     | C1                             | 1                              | 0                              | 0                              | 0         | 0         | 0         | 4         | 1         | 4         | -          | -          | -          | 26    | 9     | 11    |
| 2009                  | Revolution de la Nouvelle-Angleterre | MLS                   | 20          | 7           | 7           | 1                     | 0                     | 0                     | -                              | -                              | -                              | -                              | 0         | 0         | 0         | 2         | 0         | 0         | -          | -          | -          | 23    | 7     | 7     |
| 2010                  | AC St. Louis                         | USSF                  | 2           | 0           | 0           | -                     | -                     | -                     | -                              | -                              | -                              | -                              | -         | -         | -         | -         | -         | -         | -          | -          | -          | 2     | 0     | 0     |
| 2010                  | Revolution de la Nouvelle-Angleterre | MLS                   | 0           | 0           | 0           | -                     | -                     | -                     | -                              | -                              | -                              | -                              | -         | -         | -         | -         | -         | -         | -          | -          | -          | 0     | 0     | 0     |
| Total sur la carrière | Total sur la carrière                | Total sur la carrière | 380         | 76          | 135         | 16                    | 3                     | 2                     | -                              | 5                              | 0                              | 0                              | 34        | 3         | 7         | 6         | 1         | 4         | 36         | 4          | 6          | 477   | 87    | 154   |

## Palmarès

### Sélection
- Gold Cup : 2005 et 2007

### Club
- Lamar Hunt U.S. Open Cup : 2007
- SuperLiga : 2008

### Distinctions personnelles
- Meilleur passeur de la MLS : 1999, 2002 et 2007
- MLS Rookie of the Year : 1996
- Trophée du fair-play de la MLS : 1999, 2000 et 2009
- MLS Best XI : 1999, 2000 et 2002